# Darktable
darktable (темний стіл) — програма для редагування фотографій, яка виступає в ролі вільної альтернативи таким продуктам, як Adobe Lightroom і Apple Aperture. Darktable підтримує роботу з RAW-зображеннями та надає велику добірку модулів для виконання всіляких операцій з обробки фотографій. Darktable дозволяє вести базу фотографій, здійснювати наочну навігацію по наявним знімкам і при необхідності виконувати операції коригування спотворень і поліпшення якості, зберігаючи при цьому початковий знімок і всю історію операцій з ним.
Основні можливості
- Неруйнівне редагування із записом опису зміни в XMP
- Робота в режим 32bit float на колірний канал в просторі CIE LAB
- Повна реалізація управління кольором
- Підтримка форматів RAW, JPG, RGBE, PFM тощо
- Повністю модульна архітектура
- Більше 30 модулів для трансформації, кольорокорекції, поліпшення якості і художніх ефектів
- Організація зображень і пошук по параметрам
- Перекладений на 19 мов
- Підтримка знімання безпосередньо через фотоапарат
- Пошук схожих фотографій
- Підтримка міток географічних координат з відображенням фотографій на карті
- Експорт у Picasa, Flickr та Facebook
- Інтегрований рушій для виконання скриптів на мові Lua. Скрипти можуть виконуватися у прив'язці до гарячих клавішах або певних подій, наприклад, при імпорті нових зображень

## Виноски
1. ↑  contact. darktable.org. Архів оригіналу за 27 серпня 2013. Процитовано 16 березня 2012.
2. 1 2  darktable main repository. darktable.org. Архів оригіналу за 19 січня 2017. Процитовано 23 серпня 2012.
3. ↑  LINGUAS. darktable.org. Архів оригіналу за 10 грудня 2018. Процитовано 14 серпня 2018.

5. https://bestmassagechairsinfo.com/